# (72522) 2001 DZ89
(72522) 2001 DZ89 – planetoida z pasa głównego asteroid okrążająca Słońce w ciągu 4,63 lat w średniej odległości 2,78 j.a. Odkryta 22 lutego 2001 roku.